# Peter Mayle
Peter Mayle (Brighton, 14 giugno 1939 – Aix-en-Provence, 18 gennaio 2018) è stato uno scrittore britannico, noto per i suoi romanzi ambientati in Provenza.

## Biografia
Dopo aver lavorato per quindici anni come pubblicitario, nel 1975 iniziò a scrivere libri educativi per ragazzi e giovani. Nel 1989 pubblicò il libro autobiografico Un anno in Provenza, che diventò un best seller. Nel 2004 fece uscire Un'ottima annata, che avrà anche una trasposizione cinematografica nel 2006, diretta da Ridley Scott e interpretata da Russell Crowe.
Nel 2002 fu nominato Cavaliere della Legion d'onore francese.

## Opere
- Il miglior amico dell'uomo (1984)
- Il mondo secondo il miglior amico dell'uomo (con Gray Jolliffe, 1991)
- Provenza (1995)
- Una vita da cane (1996)
- Un anno in Provenza (2001)
- Chi ha rubato Cézanne (2004)
- Toujours Provence (2004)
- Un'ottima annata (2004)
- Lezioni di francese. Avventure con coltello, forchetta e flute (2005)
- Provenza dalla A alla Z (2008)